# Reimer Böge

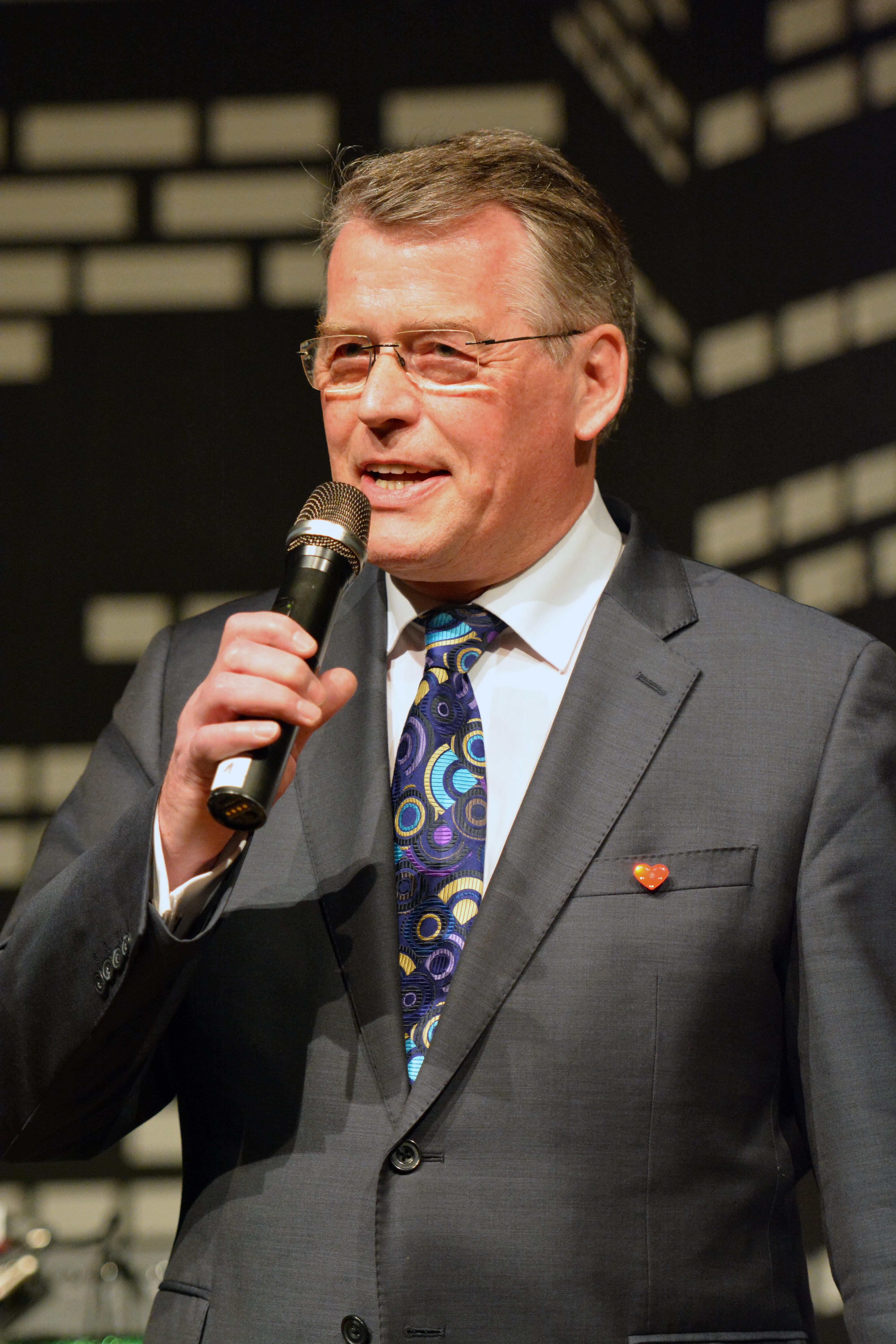
Reimer Böge bei der Benefizveranstaltung „Appen musiziert“ 2014

Reimer Böge (* 18. Dezember 1951 in Hasenmoor) ist ein deutscher Politiker (CDU) und war von 1989 bis 2019 Mitglied des Europäischen Parlaments sowie vom 16. März 2013 bis zum 15. November 2014 Landesvorsitzender der CDU Schleswig-Holstein. 
Er war Mitglied im Haushaltsausschuss des Europäischen Parlaments, von 2007 bis 2009 als dessen Vorsitzender.

## Leben und Beruf
Nach dem Abitur 1970 an der Jürgen-Fuhlendorf-Schule in Bad Bramstedt absolvierte Böge ein Studium der Agrarwissenschaften an der Christian-Albrechts-Universität zu Kiel, welches er 1976 als Diplom-Agraringenieur beendete. Seit 1975 ist er selbständiger Landwirt in Hasenmoor. 
Reimer Böge ist geschieden und hat zwei Kinder. Im November 2006 heiratete er erneut.

## Partei
Über seinen Vater Kurt Böge, der Landtagsabgeordneter der CDU in Schleswig-Holstein war, kam Reimer Böge schon früh in Kontakt zur Politik. Seit 1975 ist Reimer Böge Mitglied der CDU. Er gehört seit 1989 dem CDU-Landesvorstand in Schleswig-Holstein an und war von 1997 bis 2013 stellvertretender CDU-Landesvorsitzender. Für die Landtagswahl in Schleswig-Holstein 1992 war Böge im Schattenkabinett von Spitzenkandidat Ottfried Hennig als Minister für Landwirtschaft und Europa vorgesehen. 
Von 1992 bis 1997 war Böge Vorsitzender des Bundesfachausschusses Agrarpolitik der CDU und von 1998 bis 2000 und wieder seit März 2013 Mitglied des CDU-Bundesvorstand.
Am 16. März 2013 wurde er zum Landesvorsitzenden der CDU Schleswig-Holstein gewählt.
Diese Position hatte Böge bis zum 15. November 2014 inne, als er von Ingbert Liebing abgelöst wurde, nachdem er aus gesundheitlichen Gründen seinen Rückzug aus dieser Funktion angekündigt hatte.

## Abgeordneter

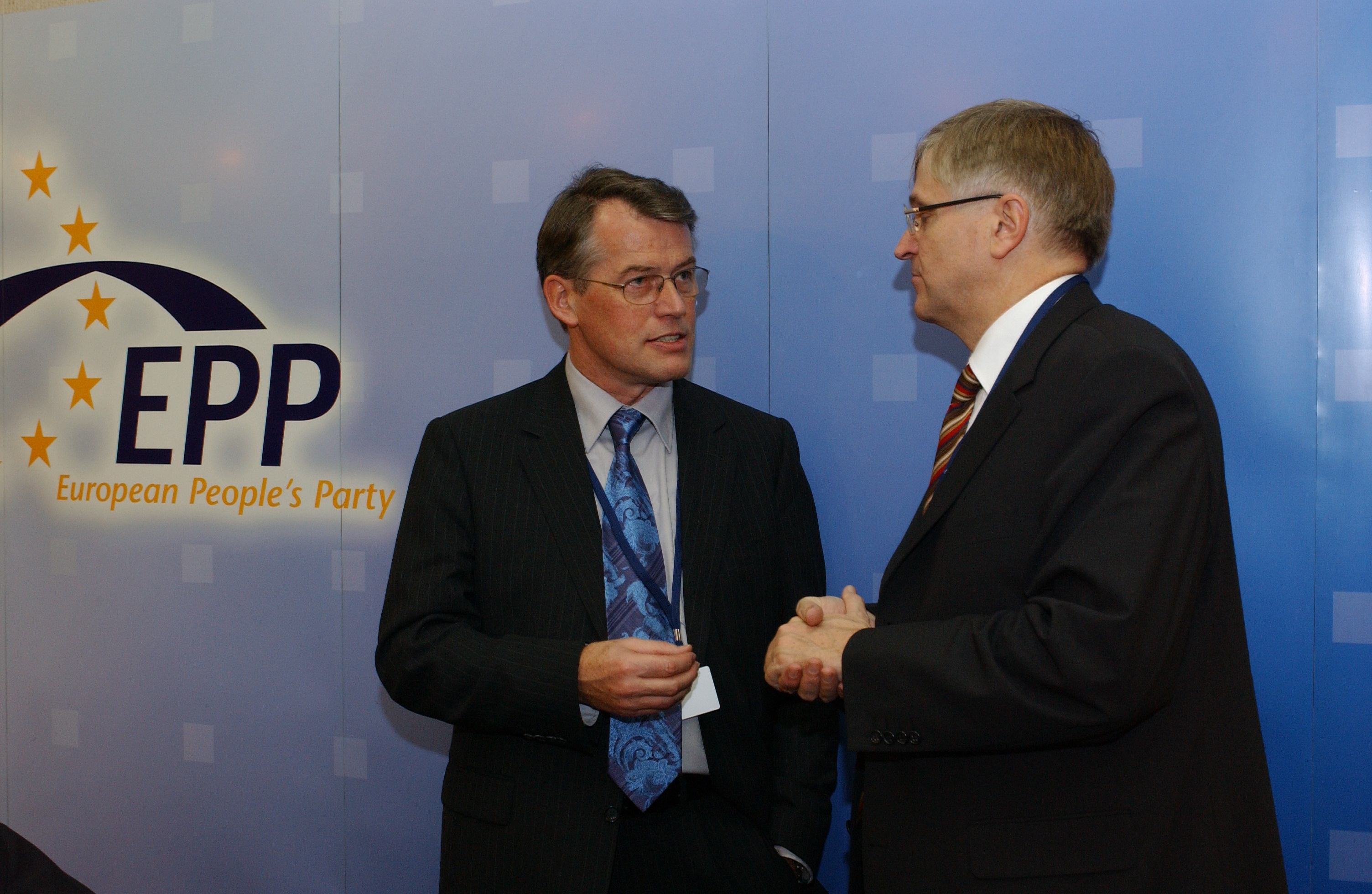
Reimer Böge (links) mit Peter Hintze (2005)

Seit 1989 ist Böge Mitglied des Europäischen Parlaments. Hier war er von 1992 bis 1994 Agrarpolitischer Sprecher der EVP-Fraktion und von 1994 bis 1999 Vorsitzender des Fraktionsarbeitskreises Haushalt, Haushaltskontrolle, Landwirtschaft und Fischerei. Daneben war Böge von 1996 bis 1997 Vorsitzender des BSE-Untersuchungsausschusses.
Seit 1999 ist Böge stellvertretender Vorsitzender der CDU/CSU-Gruppe im Europäischen Parlament. Von 2001 bis 2004 war er ständiger Berichterstatter des Haushaltsausschusses für die EU-Osterweiterung.
Von 1999 bis 2006 war er Stellvertretender Vorsitzender des Haushaltsausschusses, von Januar 2007 bis 2009 war er dessen Vorsitzender. Seit Juli 2004 ist Böge stellvertretendes Mitglied im Ausschuss für Internationalen Handel, seit September 2004 Mitglied der parlamentarischen Delegation für die Beziehungen zu Australien und Neuseeland sowie Generalberichterstatter des Europäischen Parlaments über die politischen Herausforderungen und Haushaltsmittel der erweiterten Union 2007–2013.
Alle seine Wortmeldungen im EU-Parlament sind online im Archiv abrufbar.
Auf der Landesvertreterversammlung am 23. November 2013 in Neumünster wurde Böge erneut zum Spitzenkandidaten (Listenplatz 1) der CDU Schleswig-Holstein für die Europawahl am 25. Mai 2014 gewählt. Zur Europawahl 2019 trat er nicht erneut an.

## Mitgliedschaften
Böge ist Mitglied der Europa-Union Parlamentariergruppe Europäisches Parlament.

## Gesellschaftliches Engagement
Böge war von 1972 bis 1975 Vorsitzender des Landjugendverbandes Schleswig-Holstein und von 1973 bis 1977 stellvertretender Vorsitzender des Bundes der Deutschen Landjugend. Von 1977 bis 1980 war er Präsident des Europäischen Rates der Jungen Landwirte.
2001 wurde er Nachfolger von Philipp Reinhard Fürst zu Solms-Hohensolms-Lich als Vorsitzender der Arbeitsgemeinschaft Deutscher Tierzüchter e. V.

## Ehrungen
- 1998 Bundesverdienstkreuz am Bande des Verdienstordens der Bundesrepublik Deutschland
- 2017 Bundesverdienstkreuz 1. Klasse des Verdienstordens der Bundesrepublik Deutschland